# Омельков, Михаил Фёдорович
Михаил Фёдорович Омельков (28 июля 1885 — 19 февраля 1938) — политический деятель в период становления Советского Союза, соруководитель Новониколаевской организации Партии социалистов-революционеров.

## Биография
Родился в 1885 году в Пермской губернии. Из мещанской семьи. Отец служащий. Занимал должность приказчика в Томске, в этом городе стал членом ПСР (1905).
Выпускник народного училища. Учился в Томском университете (юридический факультет). Член партии эсеров с 1905 года. В 1907 году был арестован и в 1908 осужден на 4 года каторги, которую отбывал в Александровском централе, сослан на поселение в Иркутскую губернию. Бежал через Японию в Австралию, в которой два года работал шахтёром. В 1914 году прибыл нелегально на Дальний Восток. В 1915 вернулся в ссылку. Служил в Черемхове, Харбине, в банке. С 1916 года находился в Мариинске, где работал инструктором в товариществе кооперативов. С января 1917 года — сотрудник товарищества кооперативов «Обской кооператор» (член правления), работал в одноимённой газете.
Принимал участие в формировании Сибирского союза социалистов-революционеров. Совместно с Б. Д. Марковым руководил Новониколаевской организацией ПСР, действовавшей в рамках закона с начала марта 1917 года.
С августа 1917 года — председатель Новониколаевского Совета рабочих и солдатских депутатов. Делегат IV съезда партии социалистов-революционеров. 
В ноябре 1917 года был избран во Всероссийское учредительное собрание в Томском избирательном округе по списку № 2 (эсеры). Участник единственного заседания Учредительного собрания 5 января.
Был противником большевизма. 31 марта 1918 года во время уездного учительского съезда в Новониколаевске объявил: «Советы не могут быть общепризнанной властью, так как избирать в них могут только рабочие и крестьяне, а остальные классы отстранены».
В августе-сентябре 1918 года участвовал в работе Комуча. 
С конца 1918 по начало 1920 года — инструктор «Закупсбыта». 12 февраля 1921 года арестован по делу сибирских кооператоров, обвинён в «активном участии в белогвардейской организации». 19 марта 1922 года Военной коллегией Верховного суда СССР освобождён по подписке о невыезде
Состоял в Обществе политкаторжан и ссыльнопоселенцев в советское время. Был кандидатом в члены ВКП(б). В 1937 году работал экономистом-плановиком инвалидной артели «Полиграфтруд». Ко времени ареста значился как «беспартийный (бывший эсер)». Арестован 2 декабря 1937. Обвинён в шпионаже. Расстрелян 19 февраля 1938 года. Похоронен на расстрельном полигоне в Коммунарке.  Реабилитирован в 1956, а по первому делу 10 декабря 2002 года.